# Airbus A320-familjen
Airbus A320-familjen är en familj av kort- till medeldistans-passagerarflygplan som tillverkas av Airbus. Familjen består av A318, A319, A320 och A321. 
Den första leveransen skedde år 1988. A320 var pionjär i användningen av det digitala fly-by-wire-flygkontrollsystemet i kommersiella flygplan, bortsett från Concorde, som var först. 
Totalt 15 596 flygplan av A320-familjen har beställts fram till och med juni 2021. 9 930 flygplan har levererats, varav 9 353 är i drift. A320-familjen är därmed den mest sålda kommersiella flygplanstypen, före Boeing 737-familjen.

## Historia

### Utveckling

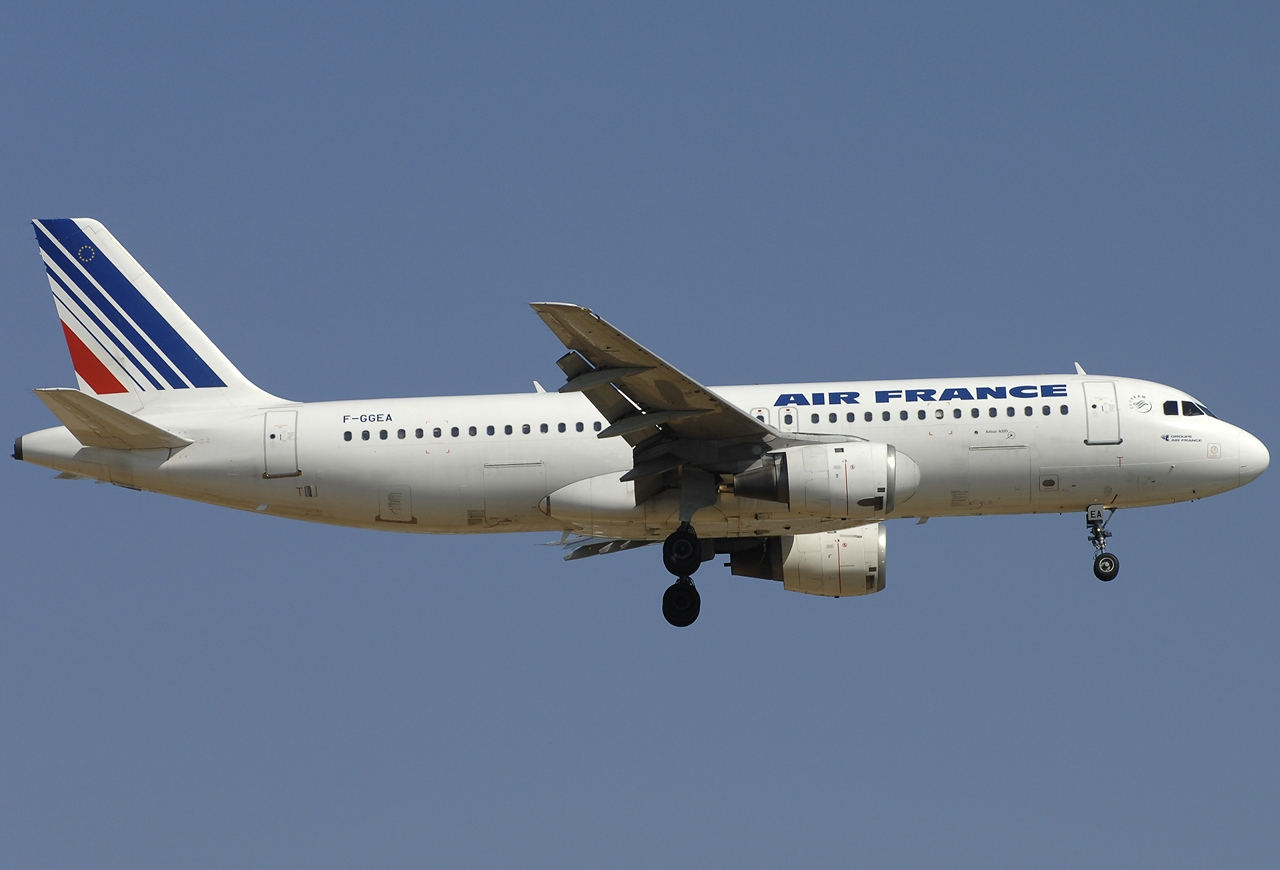
Air France Airbus A320-100, utan vingfenor.

Efter den första succén med Airbus A300 och Airbus A310 började Airbus utveckla en ny modell som också var tvåmotorig precis som sina två föregångare, och som var ämnad att ersätta världens mest populära flygplan vid denna tidpunkt - Boeing 737. Reglerna för ETOPS, som avgör hur långt/avlägset man får flyga med tvåmotoriga flygplan, hade liberaliserats och behovet av 3 motorer för säkra flygningar behövdes inte i samma utsträckning längre. Den nya Airbusen skulle vara av samma storlek och därtill erbjuda förbättrad driftsekonomi och olika passagerarkapaciteter. Den digitala tekniken i A320 skulle förebåda ett tvågenerationsskifte över den helt analoga Boeing 727 och vara en generation före Boeings 737-300/400/500 serie. A320 var ämnad att ersätta den globala flottan som krävdes efter Boeing 727 och de tidiga varianterna av Boeing 737. 
Efter oljekrisen på 1970-talet behövde Airbus minimera bränslekostnaderna för A320. För att uppnå detta införde Airbus avancerade nymodigheter såsom fly-by-wire-flygkontroll, primärstrukturer i kompositmaterial, kontroll av masscentrum (genom att använda bränsle), glascockpit (EFIS) och ett 2-personers flygdäck. Slutresultatet blev att A320 förbrukade en tredjedel mindre bränsle än Boeing 727.

### Egenskaper
I jämförelse med andra passagerarflygplan av samma klass, har A320 en bredare kabin och större toppförvaringsutrymmen och fly-by-wire-teknik. Därtill har flygplanet ett generöst bagageutrymme med stora dörrar för att underlätta lastning och lossning av gods. Dessa egenskaper har lett till beställningar från flygbolag såsom Northwest Airlines (den första beställaren från USA), United Airlines och British Airways. A320:s låga underhållskostnader och driftskostnader har även tilltalat lågkostnadsflygbolag. JetBlue har till exempel gjort beställningar och optioner på upp till 233 flygplan från A320-familjen. Andra lågkostnadsflygbolag som gjort betydande beställningar är till exempel EasyJet, Frontier Airlines och Air Asia.
A320 har ett datoriserat underhållssystem ombord. Flygsystemen är konstruerade för att lätt kunna uppgraderas utan större arbetsinsats. Med undantag av de allra tidigaste A320:orna kan de flesta uppgraderas till den senaste flygelektronikstandarden, vilket håller flygplanen tekniskt avancerade även efter nästan två årtionden i tjänst.
Flygdäcket är utrustat med EFIS med joystickliknande kontroller. Vid tiden för flygplanets introducerande var fly-by-wire-systemets uppförande nytt för många piloter. Ett rigoröst träningsprogram och modifikation av fly-by-wire-systemet har förhindrat incidenter som är relaterade till EFIS-systemet.
Tre tillverkare erbjuder turbofläktmotorer för A320-serien: CFM International med sina CFM56, International Aero Engines, som erbjuder sina V2500 och Pratt & Whitney med sina PW6000.

### Tjänstgöring
Joint Aviation Authorities gav typcertifiering för A320 den 26 februari 1988.
Efter att ha kommit in på marknaden med Air France i mars 1988 expanderade Airbus sin A320-familj snabbt genom att släppa den 185-sitsiga A321 år 1989, den 124-sitsiga A319 år 1993 och den 107-sitsiga A318 år 1999.
Tidiga haverier, däribland Air France-haveriet vid en flygshow i Habsheim, Frankrike, den 26 juni 1988, skadade bilden av A320 och dess nya datorkontrollerade fly-by-wire-teknik. Orsaken till haveriet är ännu omdiskuterad och undersökningen förhindrades genom att viktiga bevis manipulerades . Officiellt angavs orsaken vara ett pilotfel. Vissa har dock påstått att det nya datorsystemet och tidigare kända brister var de egentliga orsakerna till olyckan.

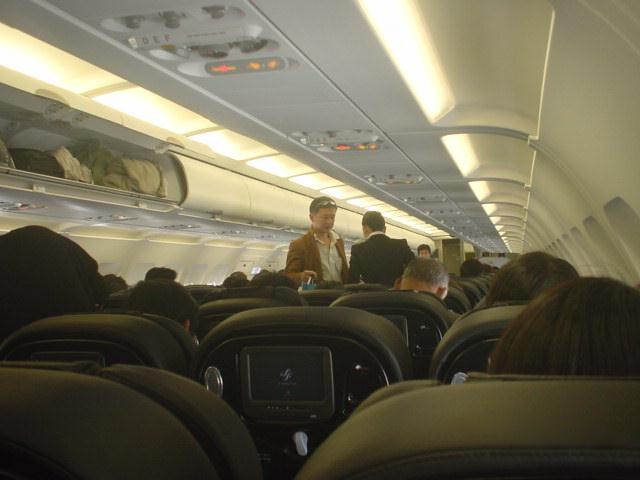
Starflyer A320-200:s interiör.

### Konkurrens
A320-familjen har utstått konkurrens från de klassiska Boeing 737-modellerna (-300/-400/-500), Boeing 737 Next-Generation (-600/-700/-800/-900), McDonnell Douglas MD-80-serien och McDonnell Douglas MD-90-serien under de två årtionden som flygplanet har varit i bruk. I februari 2006 var den enda återstående konkurrenten Boeing 737:s Next-Generationserie, eftersom alla de övriga modellerna har slutat tillverkas. Embraers 195 är dock en stark konkurrent till A318.
Airbus håller på att ta fram en ersättare för A320-serien, med namnet NEO, vilket står för "New Engine Option" aircraft, där man omkonstruerar A320 med nya effektiva motorer samt även optimerar befintlig vinge. Konkurrenten Boeing har också planer på att uppdatera sin 737:a, denna kommer kallas 737 MAX."

## Teknik
De tekniska framstegen hos A320 inkluderar:
- Det första helt digitala fly-by-wire-styrsystemet hos ett civilt passagerarflygplan, därmed även det första flygplanet med aerodynamisk instabilitet (på engelska relaxed stability).
- En helglasad cockpit i motsats till hybridvarianterna som kan återfinnas hos A310, Boeing 757 och Boeing 767
- Det första passagerarflygplanet med smal kropp där en betydande del av strukturen är gjord av kompositmaterial
- Centraliserade service- och diagnostiksystem som tillåter diagnostik av problem från cockpit
- Airbus har installerat LCD-monitorer på flygdäcket i sina nya A318, A319, A320 och A321 i stället för de ursprungliga CRT-monitorerna (katodstrålerör). Dessa inkluderar huvuddisplayerna och backupinstrumenten (till exempel den artificiella horisonten) som tidigare utgjordes av ett analogt instrument. LCD-skärmar är lättare och producerar mindre värme än CRT-skärmar.

Trots att A320-familjen är tekniskt avancerad är datorerna som styr flygplanet i stort sett motsvarande Intel 8086:or. Medan dessa processorer inte ens är nära den kraft som moderna processorer kan utveckla så är de otroligt stabila och tillåter ingenjörer att utforska bokstavligen årtionden av information som är relaterad till deras användning.
Airbus fly-by-wire-styrsystem har även fått utstå mycket kritik genom åren (bland annat har planen blivit kallade för "datorer med vingar", då systemet är mycket kontrollerande och inte låter piloterna styra planet utan begränsningar som de vill. Detta var av säkerhetsskäl, man ville inte att piloterna skulle råka göra manövrer som skulle vara riskabla. Så här funkar även Boeings fly-by-wire-styrsystem som man hittar på 777:an och 787:an, men skillnaden är att Boeing tillåter piloterna att avaktivera dessa begränsningar om detta skulle behövas (till exempel i en nödsituation där man plötsligt måste göra en hastig manöver). Airbus datorers begränsningar går dock inte enkelt att kopplas bort, inte ens av piloterna. Andra har kritiserat styrsystemet för att inte ge nog med "feedback" till piloterna om vad som händer, till exempel brukar styrspakarna i flygplan vara kopplade så att om en pilot styr åt vänster rör sig även den andra pilotens spak åt vänster. Många piloter anser att detta är mycket viktigt för samarbetet i cockpit att man kan "känna" den andra pilotens rörelser i sin egen styrspak när denne till exempel svänger planet så att man på så sätt är närvarande i situationen och kan ingripa eller signalera om piloten gör något fel, vilket är mycket viktigt för säkerheten. I en Airbus kan en pilot styra spaken hur han eller hon vill, men den andra pilotens spak kommer att stå stilla i vanligt läge. Detta har kritiserats starkt och rentav kallats farligt för säkerheten.

## Varianter

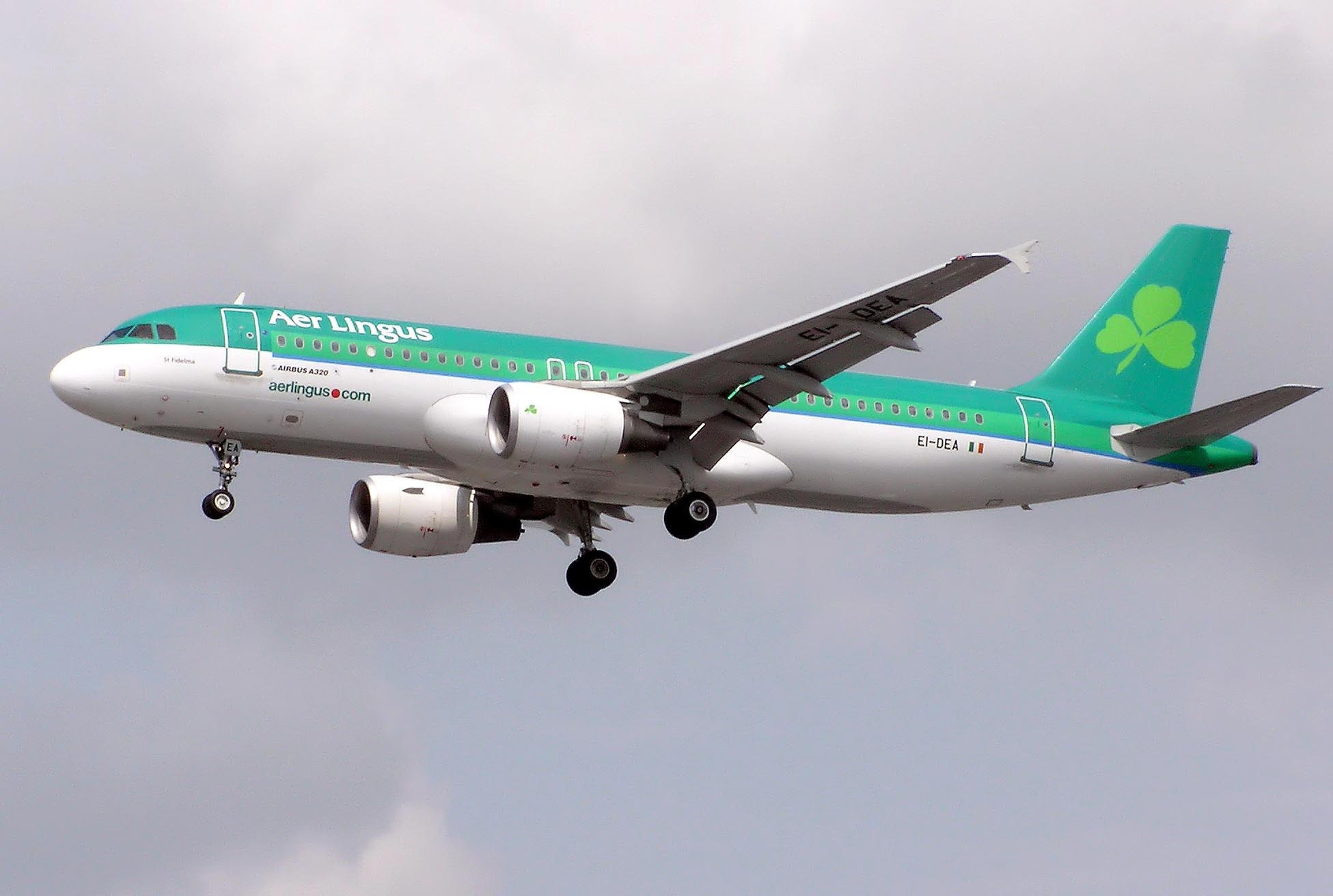
Det irländska nationella flygbolaget Aer Lingus har flera A320-200 flygplan

A320 har gett upphov till en hel familj av flygplan som delar en liknande design men som antingen är något mindre (A319), betydligt mindre (A318) eller något större (A321). Passagerarkapaciteten sträcker sig från 100 till 220. De konkurrerar med Boeing 737, ej i produktion 757-200, ej i produktion 717 och Tupolev 204. Alla flygplan i A320-familjen har samma typklassificering för piloterna. 
Tekniskt sett refererar namnet "A320" enbart till det ursprungliga medelstora flygplanet, men används ofta informellt för att beteckna något flygplan av A318/A319/A320/A321-familjen. Alla varianter har möjlighet att kvalificeras som ETOPS (Extended-range Twin-engine Operational Performance Standards).

### A318
A318, som även är känd som "Mini-Airbusen", är den minsta medlemmen i A320-familjen. Under utvecklingsskedet hade flygplanet benämningen "A319M3," vilket indikerade till dess historia som en direkt utveckling av A319-flygplanet. "M3" stod för "minus tre flygkroppsdelar." Flygplanet är sex meter kortare och 14 ton lättare än dess föregångare. Piloter som är utbildade på de övriga A320-varianterna behöver ingen ytterligare skolning för att flyga med A318 eftersom den delar samma typklassificering som dess systerflygplan.
A318 kan ta 107 passagerare i sin två-klasskonfiguration (max. 120). Flygplanet är menat att ersätta tidiga Boeing 737 och Douglas DC-9-modeller, trots att den även konkurrerar med den i nuläget tillverkade 737-600. Boeing hade även bjudit ut sin numera nedlagda 717 som konkurrent trots att den är bäst lämpad för regionala rutter och inte har A318:s räckvidd.

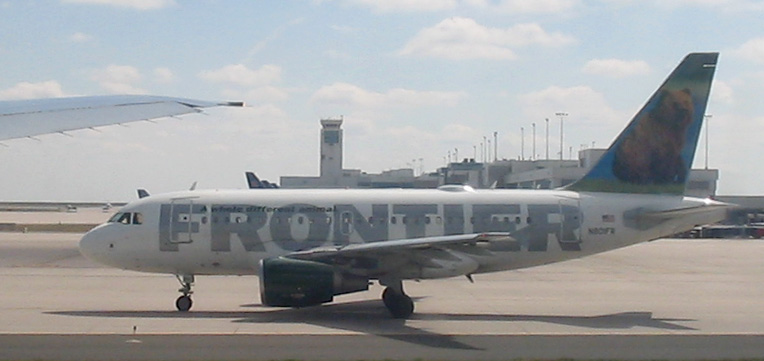
Frontier Airlines Airbus A318

A318 kommer med ett vitt antal olika startviktskonfigurationer - från basmodellen med 59 ton, 2 750 km (1 500 nautiska mil) till 68 ton, 6 000 km (3 250 nautiska mil)-versionen. Den lägre startviktskonfigurationen tillåter flygplanet att verka ekonomiskt på regionala rutter genom att offra räckvidd och den högre startviktskonfigurationen kan komplettera de övriga medlemmarna från A320-familjen på marginella rutter. Flygplanet används dock mest av flygbolag på korta hopp mellan medelstora städer där passagerartrycket inte är så stort.
Under utvecklingsprocessen stötte man på flera problem med A318. Det första problemet var den allmänna nedgången i flygbehovet efter 11 september-attackerna 2001. Ett annat problem utgjordes av de nya Pratt & Whitney turbofanmotorer som brände mera bränsle än väntat: vid denna tidpunkt hade CFMI en mera effektiv motor ute på marknaden, många A318-kunder hade redan backat ur, däribland Air China och British Airways. America West Airlines som hade valt Pratt & Whitney-motorerna, ändrade sina A318-beställningar till A319- eller A320-flygplan. Trans World Airlines avbeställde en betydande order på 50 A318 efter att ha köpts upp av American Airlines som inte har några flygplan från A320-familjen (detta hade heller inte TWA när ordern lades). Medan Airbus hoppades på att sälja A318 som ett regionaljetalternativ, höll flyglagarna både i USA och i Europa flygplanet i samma klass som större flygplan - detta innebar högre landningskostnader och dylikt, vilket i sin tur har lett till att regionala flygbolag har undvikit flygplanet.
Flygplanet drivs av två CFM56-5 eller Pratt & Whitney PW6000 som kan utveckla mellan 96 och 106 kNf kraft. De två första kunderna Frontier Airlines och Air France tog emot sina flygplan 2003, där Frontier erhöll sina i juli. Priset för en A318 är mellan 39 och 45 miljoner US$ och driftkostnaderna är omkring 3 000 US$ för en flygtur på 500 mil.
Medan man konstruerade A318 inkluderade Airbus ett antal teknikuppgraderingar, av vilka många har integrerats in i resten av A320-familjen. Några har även funnit vägen till A380-jumboflygplanet. Dessa uppgraderingar inkluderar:
- en ny touchscreen LCD-panel vid flygvärdinnornas station i kabinen, för att förenkla åtkomsten till klimat- och kommunikationskontroller
- nytt kabinljus som baseras på LED-ljuskällor, istället för halogen och fluorescerande glödlampor
- elektriskt kraftsatta reservbromssystem, vilket är en förbättring gentemot den äldre designen med reservhydraultryck
- användningen av lasersvetsning vid konstruktionen. Metoden används för att fästa golvtvärbjälkar till den lägre delen av flygkroppen. Lasersvetsning eliminerar behovet av nitar för att säkra fogarna, vilket innebär både inbesparingar i vikt och i konstruktionstid.

Försäljningen av A318-flygplanen har gått långsamt. Starka försäljningssiffror av Bombardier CRJ900 och Embraer E-Jets-serien har mättat marknadsbehovet. British Airways äger två A318 som man byggt med endast business class säten och som flyger mellan London City Airport och John F. Kennedy International Airport via Shannon Airport i Irland.

#### A318 Elite
Den 10 november 2005 presenterade Airbus A318 Elite-flygplanet. Airbus A318 Elite är inriktat på mediumavståndsmarknaden för flygturer upp till 4 000 nm räckvidd, med ett val på två kabinutföranden för mellan 14 och 18 passagerare. Flygplanet kommer att drivas av CFM-motorer. Comlux blev den första kunden genom att beställa tre A318 Elite-flygplan.

### A319

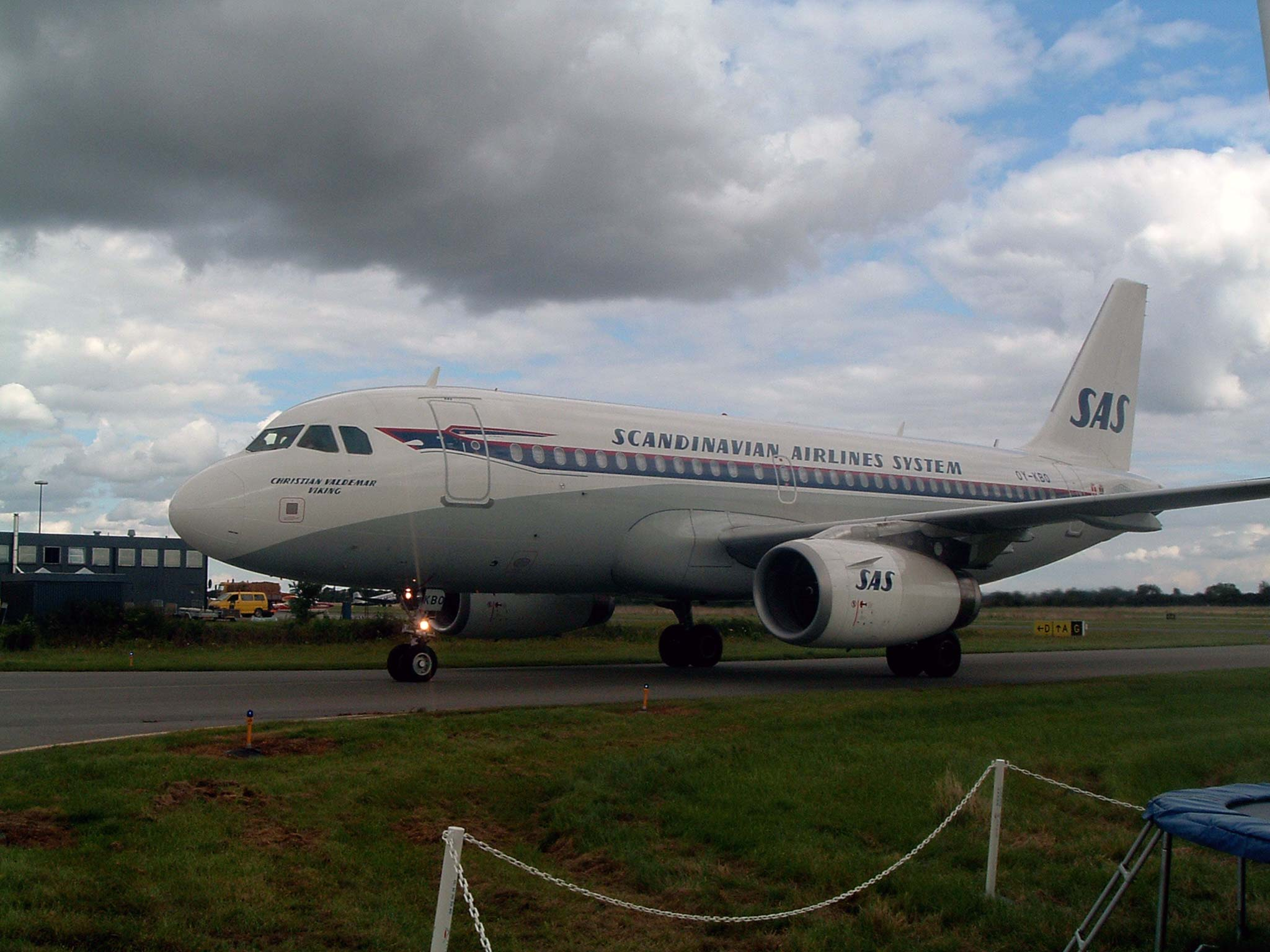
SAS Airbus A319

Detta är en förkortad version av A320 med minimala förändringar. Flygplanet har nästan samma bränslekapacitet som A320-200, och med färre passagerare (124 i tvåklasskonfigurationen; max. 156) är räckvidden 3 900 nautiska mil (7 200 km), vilket är det längsta i dess klass. 
A319:s lättare vikt ger den 10 % längre räckvidd än A320, vilket tillåter den att betjäna rutter som vore på gränsen för A320: till exempel London-Jerusalem och Singapore-Tokyo. 
A320 och A319 är de mest populära varianterna hos A320-familjen. År 2003 tog easyJet emot en leverans av A319 med mindre pentry (eftersom easyJet inte serverar måltider) och 156 platser i en enklasskonfiguration. För att tillfredsställa evakueringsreglementet installerades ytterligare nödutgångar över vingarna.
Den direkta motsvarande konkurrenten hos Boeing är 737-700.
Den massiva EasyJetbeställningen på 120 A319:or plus en option på ytterligare 120 flygplan var bland de största flygplansaffärerna i nutid. Denna affär kan bara jämföras med deras huvudkonkurrent Ryanairs order om 155 Boeing 737-flygplan.
Flygplanet drivs av samma typ av motorer som A320. JAA-certifieringen och ibruktagningen (Swissair) skedde i april 1996.

#### A319CJ
Detta är affärsflygplansvarianten ("CJ" står för Corporate Jet (affärsflygplan)) av A319-flygplanet. Den inhyser extra bränsletankar i lastutrymmet, vilket ger den en räckvidd på 6 500 nautiska mil (12 000 km). Vid återförsäljning kan flygplanet ändras till ett standard A319-utförande genom att ta bort extratankarna och i samma veva maximera dess återförsäljningsvärde. Flygplanet är även känt som ACJ, eller Airbus Corporate Jet.
A319 används av Escadron de transport, d'entraînement et de calibrage som ansvarar för transport av franska tjänstemän.
Flygplanet kan ha upp till 39 passagerare men kan arrangeras av kunderna till vilket utförande som helst. DaimlerChrysler och PrivatAir finns bland användarna. A319CJ tävlar med andra affärsjetflygplan såsom Gulfstream V, den Boeing 737-700-baserade Boeing Business Jet (BBJ1), och Bombardiers Global Express. Den drivs av samma motorer som A320.

#### A319LR
Denna version innebär att kabinlayouten består av enbart businessklass med 48 platser. Flygplanet är skräddarsytt för exklusiva businessklasstjänster på interkontinentala rutter. A319LR, i jämförelse med A319CJ, har fyra hjälpbränsletankar istället för sex. En typisk räckvidd är 4 500 nautiska mil (8 300 km), vilket gör det till ett av de flygplan med längst räckvidd inom A320-familjen. "LR" står för Long range (lång räckvidd). 
Hittills finns det ingen direkt Boeingkonkurrent, men 737-700ER kan komma att bli en medtävlare.
Lufthansa har en premiumbusinesstjänst mellan Tyskland och USA där man använder en flotta av A319LR som flygs av det schweiziska PrivatAir. Qatar Airways å sin sida har utrustat sina A319LR med ett standardutförande med 110 säten.

### A320
A320-serien har två varianter, A320-100 och A320-200. A320-200 är huvudversionen, eftersom inte fler än 21 A320-100:or tillverkades. Dessa A320-100 som enbart levererades till Air France och British Airways är de enda A320:orna som inte har de distinkta vingfenorna. A320-200 har vingfenor, högre max. startvikt (med cirka 8 ton) och utökad bränslekapacitet för längre räckvidd i jämförelse med A320-100. I övrigt är förändringarna minimala.
En typisk räckvidd för A320-200 med 150 passagerare är omkring 2 900 nautiska mil (5 400 km). Den drivs av två CFMI CFM56-5 eller IAE V2500 med en kraft som uppgår till mellan 113 kN och 120 kN.
Den direkta Boeingkonkurrenten är 737-800.

#### Incidenter
Den 26 juni 1988 havererade Air France Flight 296 med en Airbus A320-111 vid en flygshow när planet skulle flyga lågt över banan på Mulhouse-Habsheim flygplats i Frankrike. Det havererade in bland trädtopparna och tre passagerare omkom. 
Det här var det första haveriet med modellen Airbus A320. 
Torsdagen den 15 januari 2009 tvingades ett US Airways-plan av modell Airbus A320 nödlanda i Hudsonfloden - mitt i centrala New York.
Samtliga 155 passagerare klarade sig med livet i behåll, ett 70-tal skadades lindrigt.
Tisdagen den 24 mars 2015 havererade ett Airbus A320 från flygbolaget Germanwings/Lufthansa flight 4U9525 i franska alperna nära staden Digne-les-Bains, på väg mellan Barcelona, Spanien och Düsseldorf, Tyskland. Samtliga passagerare och besättningsmän omkom, totalt 150 personer (144 passagerare och 6 besättningsmedlemmar). Utredningen visade att planet avsiktligt hade störtats av andrepiloten, som hade en historia av psykiska problem. Denne hade utelåst flygkaptenen då han tillfälligt hade lämnat cockpit.
Torsdagen den 19 maj 2016 försvann en Airbus A320 från flygbolaget EgyptAir på väg från Paris till Kairo över Medelhavet. Ombord fanns 56 passagerare, två piloter, tre säkerhetsanställda och fem besättningsmän.

### A321

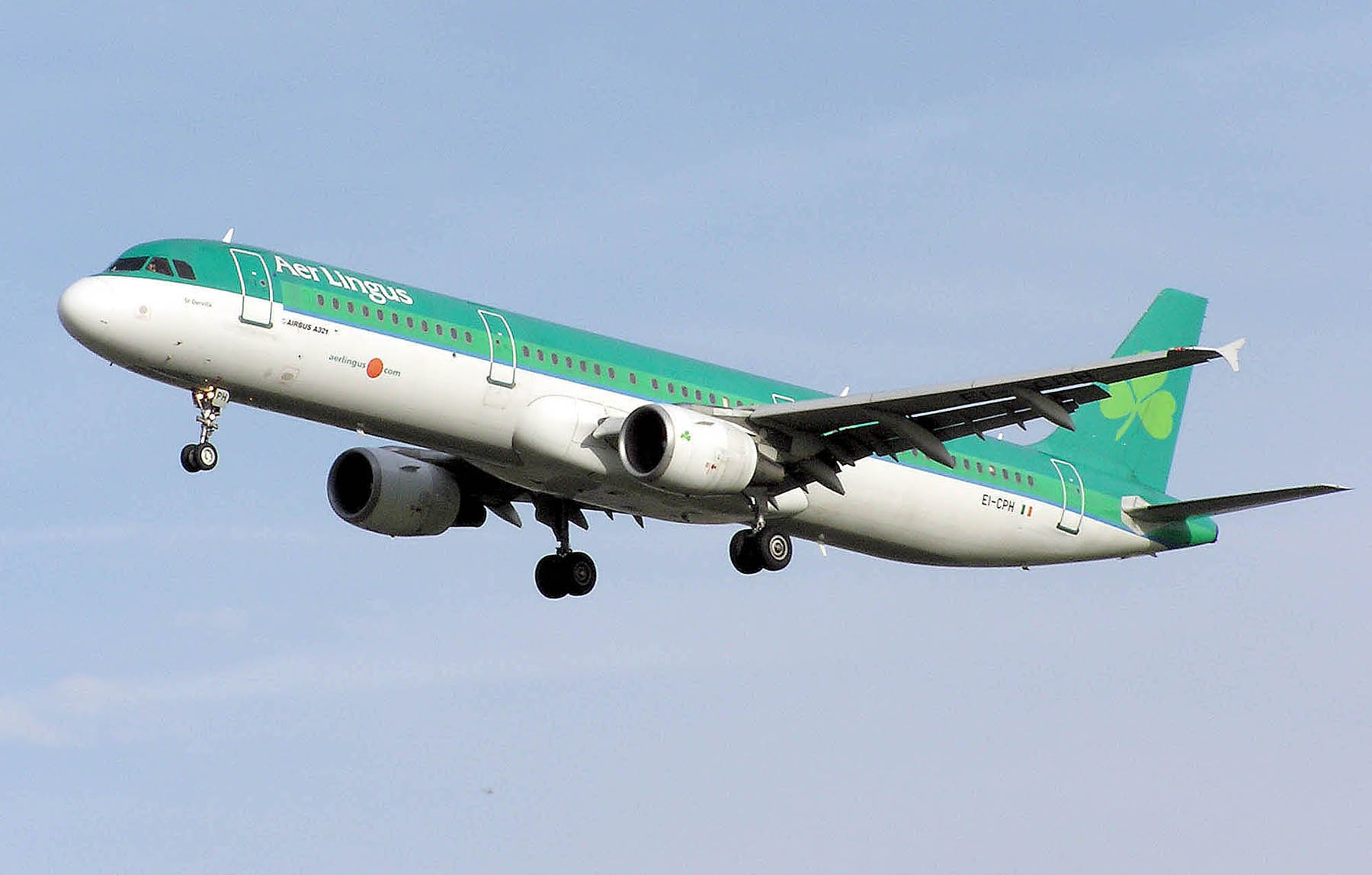
Aer Lingus Airbus A321-200

Detta är en förlängd variant (upp till 220 passagerare) av A320 med ett minimum av förändringar. Vingytan är lätt förstorad, landningsklaffsystemet förbättrat och landningsstället är förstärkt, där det finns starkare kraftvarianter med både CFM56 och V2500-motorer. A321s närmaste motsvarighet från Boeing är 737-900/-900ER och 757-200, trots att A321 saknar 757:ans transatlantiska räckvidd och "hot and high"-brukskapabilitet på grund av dess svagare motorer. Typcertifikatet utdelades i december 1993 av JAA. 
En typisk räckvidd med 186 passagerare för A321-100 är omkring 2 300 nautiska mil (4 300 km). Den är framdriven av två CFM56-5 eller IAE V2500-motorer som kan skapa upp till 138 kN kraft.
A321-200 har extra bränslekapacitet vilket kan förlänga räckvidden med 186 passagerare upp till omkring 3 000 nautiska mil (5 500 km). A321-200 drivs av två CFM56-5 eller IAE V2500-motorer som medför upp till 147 kN kraft.

### A320neo-familjen

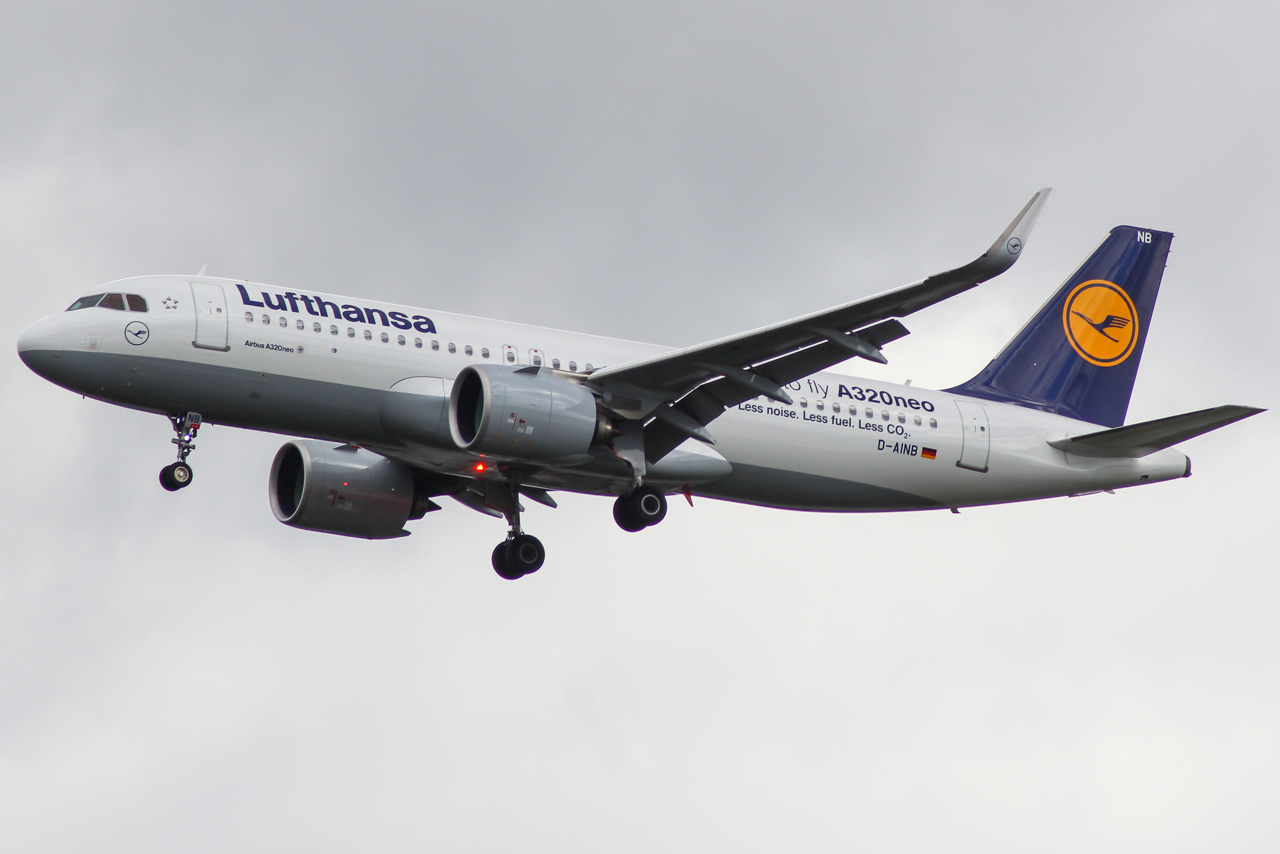
Lufthansa Airbus A320-271N

Airbus A320neo-familjen är en förbättrad version av Airbus A320-familjen. Bokstäverna "neo" står för "New Engine Option". Den huvudsakliga förändringen är större och effektivare motorer som minskar bränsleförbrukningen med cirka 15 %, minskar underhållskostnaderna med upp till 15 %, är tystare samt minskar utsläppen av kvävoxid (NOx) med 10 % jämfört med A320 serien enligt Airbus. Köpare kan välja mellan motorerna CFM International LEAP-1A och Pratt & Whitney PW1100G. Flygplanskroppen har även den fått mindre förändringar och "Sharklet"-tekniken (omkonstruerade winglets) används för att minska luftmotståndet. Kabinen har modifierats för bättre komfort för passagerarna genom bland annat nya utrymmen för handbagaget samt en förbättrad klimatanläggning. 
Den första A320neo rullade ut från fabriken i Toulouse den 1 juli 2014 och den första flygningen genomfördes i september 2014.
Den första leveransen gick till Lufthansa den 20 januari 2016.
SAS, Scandinavian Airlines, fick sin första A320neo den 21 oktober 2016.

## A320 marknadsandel
Airbus har levererat 5348 A318/A319/A320/A321 (november 2012) sedan dess certifiering/första leverans år 1988, därtill finns ytterligare 3463 fasta beställningar. Boeing har levererat över 6000 737 sedan 1967 och har en fast orderstock på 1 133 flygplan (datum ? ). 
Baserat på dessa siffror har Airbus levererat i medeltal 214 A320-seriens flygplan per år (november 2012), i jämförelse med 127 för Boeings 737 (datum ?). 

## Användare
Flygplan ur A320-familjen används idag i alla världsdelar och den största kunden är Lufthansa med 184 flygplan ur A320-familjen i trafik och ytterligare 83 beställda både ur CEO och NEO serierna.

### Europa
Flygbolag: Adria, Aegean Airlines, Aer Lingus, Aeroflot, Aigle Azur, Air Berlin, Air France, Air Malta, Air Méditerranée, Air Moldova, Air Serbia, Alitalia, Armavia, Armenian International Airways, AtlasJet International, Austrian, Azerbaijan Hava Yollari, bmi/British Midland, BH Air, Blue Wings, BMed, British Airways, Comlux, Condor, Corse Mediterrannee, Croatia, Cyprus, Cyprus Turkish, Czech, DaimlerChrysler Aviation, Eagle Aviation, easyJet, Edelweiss Air, Eirjet, Eurofly, Evelop Airlines, Finnair, First Choice, Fly Georgia, Freebird, GB Airways, Germanwings, Hellas, Hi Fly (fdb Air Luxor), Iberia, LAT Charter, Livingston, LTE International, LTU, Lufthansa, Martinair, Meridiana, Monarch, MyAir, Niki, Nova, Novair, Onur, Orbest Air (f.d. Orbest Orizona Airlines), Privatair, Rossiya, S7 Airlines SATA, SAS/Scandinavian, SN Brussels Airlines, Small Planet Airlines, Spanair, Star, Sunclass Airlines, Swiss, TAP Air Portugal, TAROM, Turkish, Twinjet, UM Air, Volare, Vueling, Wind Jet, Wizz, Wow Air.
Regeringar: Frankrike, Italien, Turkiet

### Nordamerika
Flygbolag: Air Canada, Blue Moon, Delta Air Lines, Frontier, Independence Air, jetBlue, Skyservice, Spirit, United Airlines, USA 3000, US Airways/America West.
Regeringar: inga

### Asien-Stilla havet
Flygbolag: Airasia, Airblue, Air Caledonie, Air China, Air China Southwest, Air China Zhejiang, Air Deccan, Air Macau, Air New Zealand, All Nippon Airways (ANA), Asiana Airlines, Bangkok, Batavia, Cebu, China Eastern Airlines, China Southern Airlines, Dragonair, Druk Air, FreedomAirlines, GO, Hainan, Indian, Jetstar, JetstarAsia, Kingfisher, Pacific, Phillippine, Royal Brunei Airlines, Shenzhen, Sichuan, SilkAir, Spring, SriLankan, Starflyer, Tiger, TransAsia, United Eagle, Uzbeikistan, Valuair, Vietnam, Vladivostok Air .
Regeringar: Thailand

### Mellanöstern
Flygbolag: Air Arabia, Egyptair, Gulf Air, Iran Air, Mahan air, Jazeera, Kuwait Airways, Lotus, Mahan, Menajet, Middle East Airlines, National Air Services, Qatar Airways, Royal Jordanian, Syrian Arab, Saudi Arabian Airlines, Yemenia.
Regeringar: Bahrain

### Latinamerika och Karibien
TACA, TAM Airlines, Aereas, TAME Ecuador, Air Jamaica, Avianca, Mexicana, Interjet, LAN Chile, Sky airline, Volaris.
Regeringar: Brasilien, Venezuela

### Afrika
Flygbolag: Air Burkina, Air Ivoire, Air Mauritius, Air Memphis, Egyptair, Nouvelair, Royal Air Maroc, South African, Tunisair, Virgin Nigeria Airways, Eritrean Airlines
Regeringar: inga

## Beställningar
| A318   | 80    |     | 80    |     |     | 1   |     | 1   | 2   | 2   | 2   | 6   | 13  |
| A319   | 1,484 | 24  | 1,460 | 3   | 4   | 24  | 34  | 38  | 38  | 47  | 51  | 88  | 98  |
| A320   | 4,732 | 220 | 4,512 | 129 | 251 | 282 | 306 | 352 | 332 | 306 | 297 | 221 | 209 |
| A321   | 1,793 | 231 | 1,562 | 129 | 222 | 184 | 150 | 102 | 83  | 66  | 51  | 87  | 66  |
| Totalt | 8,089 | 475 | 7,614 | 261 | 477 | 491 | 490 | 493 | 455 | 421 | 401 | 402 | 386 |

| A318   | 17  | 8   | 9   | 10  | 9   |     |     |     |     |     |     |    |    |    |    |     |     |    |    |    |
| A319   | 105 | 137 | 142 | 87  | 72  | 85  | 89  | 112 | 88  | 53  | 47  | 18 |    |    |    |     |     |    |    |    |
| A320   | 194 | 164 | 121 | 101 | 119 | 116 | 119 | 101 | 101 | 80  | 58  | 38 | 34 | 48 | 71 | 111 | 119 | 58 | 58 | 16 |
| A321   | 51  | 30  | 17  | 35  | 33  | 35  | 49  | 28  | 33  | 35  | 22  | 16 | 22 | 16 |    |     |     |    |    |    |
| Totalt | 367 | 339 | 289 | 233 | 233 | 236 | 257 | 241 | 222 | 168 | 127 | 72 | 56 | 64 | 71 | 111 | 119 | 58 | 58 | 16 |

Data för september 2017

## Tillbudsstatistik
(Data fram tills den 9 juli 2013 för hela A320-familjen)
- Haverier: 20 med sammanlagt 789 dödsoffer
- Andra incidenter: 4 med 0 antal dödsoffer
- Kapningar: 10 med 1 antal dödsoffer
- Minst 7 incidenter av noshjulsfel (blockerat i position 90° tvärs), däribland JetBlue Airways Flight 292

## Liknande flygplan
- Boeing 717
- Boeing 737
- Boeing 757-200
- Bombardier CSeries
- Tupolev Tu-204
- Embraer E-Jets